# Дэвенпорт, Джессика
Джессика Дэвенпорт (англ. Jessica Davenport; род. 24 июня 1985 года, Колумбус, штат Огайо, США) — американская профессиональная баскетболистка, выступавшая в женской национальной баскетбольной ассоциации. Была выбрана на драфте ВНБА 2007 года под общим вторым номером командой «Нью-Йорк Либерти». Играла в амплуа центровой.

## Ранние годы
Джессика родилась 24 июня 1985 года в городе Колумбус, столице штата Огайо, в семье Джона и Марлен Дэвенпорт, у неё есть две сестры, Джоан и Шэннон, где и училась в средней школе Индепенденс, в которой выступала за местную баскетбольную команду.